# Stictopisthus electilis
Stictopisthus electilis är en stekelart som först beskrevs av Cresson 1872.  Stictopisthus electilis ingår i släktet Stictopisthus och familjen brokparasitsteklar. Inga underarter finns listade i Catalogue of Life.